# Albert Langlois
Joseph Albert Oliver „Junior“ Langlois (* 6. November 1934 in Magog, Québec; † 19. September 2020 in Kalifornien, USA) war ein kanadischer Eishockeyspieler, der im Verlauf seiner aktiven Karriere zwischen 1953 und 1967 unter anderem 550 Spiele für die Canadiens de Montréal, New York Rangers, Detroit Red Wings und Boston Bruins in der National Hockey League (NHL) auf der Position des Verteidigers bestritten hat. In Diensten der Canadiens de Montréal gewann Langlois zwischen 1958 und 1960 dreimal in Folge den Stanley Cup.

## Karriere
Langlois spielte bis zu seinem 22. Lebensjahr in seiner franko-kanadischen Heimatprovinz Québec. So stand der Verteidiger zunächst bis zum Frühjahr 1955 im Juniorenbereich in der Ligue de hockey junior du Québec (LHJQ) auf dem Eis und erreichte mit seinen damaligen Teams zweimal den Memorial Cup, jedoch ohne dabei erfolgreich zu sein. Vom Beginn der Saison 1955/56 an lief er für die Cataractes de Shawinigan in der Ligue de hockey senior du Québec (LHSQ) auf. Dort schaffte er es in der semi-professionellen Liga in seinem Rookiejahr ins Second All-Star Team.
Kurz nach dem Beginn der Spielzeit 1956/57 wechselte der Franko-Kanadier zu den Rochester Americans in die American Hockey League (AHL) und erhielt durch seine Leistungen zum Ende des folgenden Spieljahres erste Einsatzzeiten bei den Canadiens de Montréal aus der National Hockey League (NHL). Im Verlauf der Stanley-Cup-Playoffs 1958 gewann er mit dem Franchise seinen ersten Stanley Cup. Dazu gesellten sich in den beiden folgenden Jahren zwei weitere mit den Habs. Nachdem Montréals Dominanz in den Stanley-Cup-Playoffs 1961 ein Ende gefunden hatte, entschied sich das Management Langlois im Juni 1961 im Tausch für John Hanna an die New York Rangers abzugeben. Bei den Rangers füllte der Abwehrspieler eine verantwortungsvollere Rolle aus und setzte mit 25 Scorerpunkten in der Saison 1961/62 eine Karrierebestmarke. In den folgenden beiden Spielzeiten ging seine Offensivproduktion jedoch merklich zurück, woraufhin der Franko-Kanadier abermals Teil eines Transfergeschäfts wurde. Im Februar 1964 wurde er zu den Detroit Red Wings transferiert, die dafür Ron Ingram nach New York schickten.
In Detroit verbrachte Langlois allerdings nur etwas länger als eine Spielzeit und erreichte mit dem Team im Verlauf der Stanley-Cup-Playoffs 1964 die Finalserie. Dennoch wechselte er in der Sommerpause gemeinsam mit Ron Harris, Parker MacDonald und Bob Dillabough zu den Boston Bruins. Während im Gegenzug Ab McDonald, Bob McCord und Ken Stephanson zu den Red Wings wechselten. Die Saison 1965/66 bei den Bruins war die letzte des 31-Jährigen in der NHL. Nach einem weiteren Jahr bei den Los Angeles Blades in der Western Hockey League (WHL) beendete Langlois im Sommer 1967 seine Karriere als Aktiver.
Langlois verstarb im September 2020 im Alter von 85 Jahren im US-Bundesstaat Kalifornien.

## Erfolge und Auszeichnungen
| - 1956 LHSQ Second All Star Team - 1958 Stanley-Cup-Gewinn mit den Canadiens de Montréal - 1959 Stanley-Cup-Gewinn mit den Canadiens de Montréal | - 1959 Teilnahme am NHL All-Star Game - 1960 Stanley-Cup-Gewinn mit den Canadiens de Montréal - 1960 Teilnahme am NHL All-Star Game |

## Karrierestatistik
(Legende zur Spielerstatistik: Sp oder GP = absolvierte Spiele; T oder G = erzielte Tore; V oder A = erzielte Assists; Pkt oder Pts = erzielte Scorerpunkte; SM oder PIM = erhaltene Strafminuten; +/− = Plus/Minus-Bilanz; PP = erzielte Überzahltore; SH = erzielte Unterzahltore; GW = erzielte Siegtore; 1 Play-downs/Relegation; Kursiv: Statistik nicht vollständig)